# Ökológiai lábnyom

Ökológiai lábnyom országonként

Az ökológiai lábnyom az erőforrásmenedzselésben és társadalomtervezésben használt érték, amely azt fejezi ki, hogy adott technológiai fejlettség mellett egy emberi társadalomnak milyen mennyiségű földre és vízre van szüksége önmaga fenntartásához és a megtermelt hulladék elnyeléséhez. A kifejezés William Rees és Mathis Wackernagel kanadai ökológusoktól származik. Ez az érték kiszámítható egyes emberekre, csoportokra, régiókra, országokra vagy vállalkozásokra is.

## Az ökológiai lábnyom analízise
Az analízis figyelembe veszi az egyes csoportok  – mint egy család vagy város – energia-, étel-, víz-, építőanyag- és más fogyasztását, hogy megbecsülje az eltartásukhoz szükséges termelőképes földterület mennyiségét. A relatív  fogyasztás meghatározásával az embereket az erőforrásaik gazdaságosabb felhasználására és a fogyasztói társadalomban bevett szokásaik megváltoztatására igyekszik rábírni. Az ökológiai lábnyomok adatait gyakran használják érvként a jelenlegi életmód fenntarthatóságáról szóló vitákban.
Minden emberi tevékenység használ földterületeket vagy halászati területeket. Az ökológiai lábnyom ezeknek a területeknek az összessége, és hat tényezőből tevődik össze:
- Karbonlábnyom: A fosszilis erőforrások elégetéséből, a földhasználat-változásból és kémiai folyamatokból keletkező CO2 elnyeléséhez szükséges erdőterület nagysága.
- Legelő lábnyoma: Annak a területnek a nagysága, amely a hús- és tejtermékekért, irháért és gyapjúért tartott állatállomány eltartásához szükséges.
- Erdő lábnyoma: Az éves rönkfa-, papíralapanyag-, faáru- és tűzifa-felhasználás alapján becsült terület.
- Halászati lábnyom: A különböző tengeri és édesvízi fajok halászati adatai alapján, valamint az újratermelési igényeik alapján becsült érték.
- Szántó lábnyoma: Az emberi fogyasztásra, állati takarmányozásra és bioüzemanyagok előállítására termelt növények termesztésének területigénye.
- Beépített területek lábnyoma: Az emberi infrastruktúrához (pl. közlekedés, lakások, ipari létesítmények, vízi erőművek tározói) szükséges földterület nagysága.

## Az ökológiai lábnyom nagysága és változása

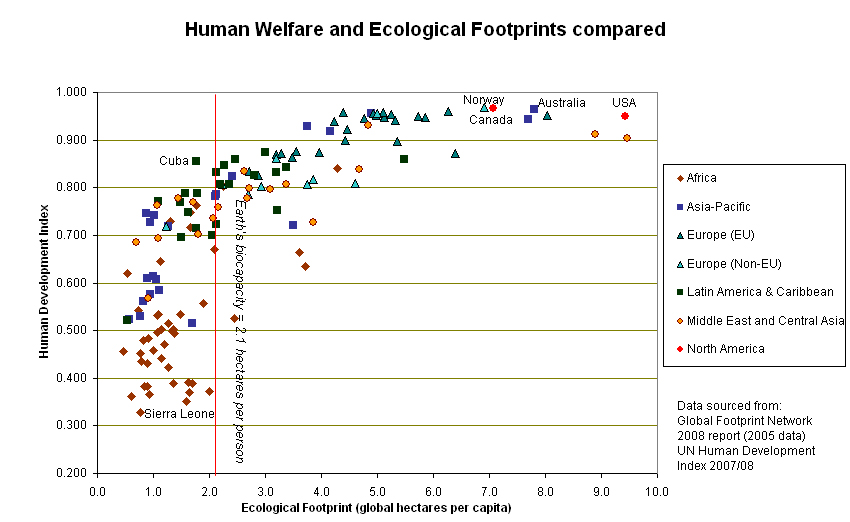
A HDI és az ökológiai lábnyom nagysága országonként

1961-ben az egy fő ökológiai lábnyoma még csak 0,88 hektár volt, ez napjainkra már elérte a 2,2 hektárt. Magyarország egy lakosának ökológiai lábnyoma 3,7 hektár. A Földön minden emberre csak 1,8 hektár terület jut, ez az érték is megmutatja, hogy több erőforrást használunk és több hulladékot termelünk, mint azt a fenntartható fejlődés elve szerint tehetnénk.
A tíz legnagyobb ökológiai lábnyomú ország 2004-es adatok szerint:
| - Amerikai Egyesült Államok: 9,57 ha - Egyesült Arab Emírségek: 8,97 ha - Kanada: 8,56 ha - Norvégia: 8,17 ha - Új-Zéland: 8,13 ha | - Kuvait: 8,01 ha - Svédország: 7,95 ha - Ausztrália: 7,09 ha - Finnország: 7,00 ha - Franciaország: 5,74 ha |

A legkisebb ökológiai lábnyomú országok 2004-es adatok szerint:
| - Costa Rica: 1,91 ha - Azerbajdzsán: 1,91 ha - Panama: 1,89 ha - Gabon: 1,87 ha - Irán: 1,85 ha - Ecuador: 1,77 ha | - Szíria: 1,74 ha - India: 0,76 ha - Angola: 0,76 ha - Örményország: 0,75 ha - Pakisztán: 0,67 ha - Etiópia: 0,67 ha | - Tadzsikisztán: 0,65 ha - Burundi: 0,63 ha - Kongó: 0,62 ha - Haiti: 0,62 ha - Nepál: 0,57 ha - Mozambik: 0,56 ha - Banglades: 0,50 ha |

Az ökológiai lábnyom térségenként:
A táblázatban láthatjuk az egyes földrészek ökológiai lábnyomát és a biológiai kapacitását, amely a rendelkezésre álló földterület nagyságát jelenti. Az ökológiai hiány pedig a két terület különbsége. Megállapítható, hogy napjainkban már csak Afrika használ kevesebb területet, mint ami a rendelkezésére áll.
| Térség                       | Ökológiai lábnyom (ha) | Biológiai kapacitás (ha) | Ökológiai hiány (ha) |
| ---------------------------- | ---------------------- | ------------------------ | -------------------- |
| Afrika                       | 1,33                   | 1,73                     | -0,4                 |
| Ázsia, Csendes-óceáni térség | 1,78                   | 1,11                     | 0,67                 |
| Észak-Amerika                | 11,7                   | 6,2                      | 5,5                  |
| Kelet-Európa                 | 4,9                    | 3,1                      | 1,7                  |
| Nyugat-Európa                | 6,3                    | 2,9                      | 3,4                  |
| Világ                        | 2,85                   | 2,18                     | 0,67                 |

Az ökológiai lábnyom mérete személyenként
Egy személy ökológiai lábnyomának nagysága az életkörülményeitől is függ. Egyénileg változik, elsősorban az élet-színvonallal arányos, az egyén által fogyasztott élelmiszerekkel, közlekedési móddal, és a használt lakás fajlagos adatával arányos (m2/fő).

## Kritika
Az ökológiai lábnyom-elemzéseket több szempontból is bírálták, többek között azért, hogy nem veszi számításba a többszörös célra használt területeket, vagy hogy a becslések nagy része az északi életstílus alapján készült és nem vonatkoztatható mindenkire. Ezenkívül a modell egyéb hibái közé tartozik az is, hogy nem alkalmas az egy háztartásban élők külön fogyasztóként való kezelésére (például egy tízgyerekes nagy házban élő családnak könnyen lehet kisebb lábnyoma, mint egy kisebb házban élő egyedülálló fogyasztónak).
Hogy kiküszöböljék a fenti hibákat, az ökológiai lábnyom-modelleket folyamatosan finomítják. Még így is az elemzések inkább tekintendőek jelzésértékűnek, mint a fenntarthatóság pontos mérőszámának. Az ökológiai lábnyom elsődleges célja emiatt leginkább az erőforrás-takarékosság tudatosítása és a figyelem felkeltése az iparosodott országokban.